# Le Classique

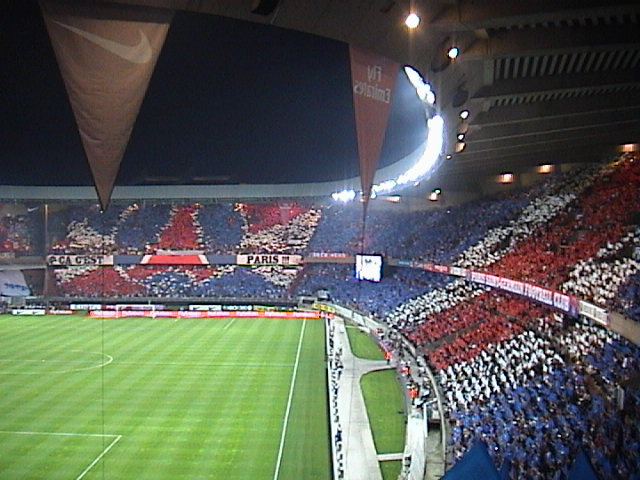
Kibice PSG na meczu przeciwko OM na Parc des Princes.

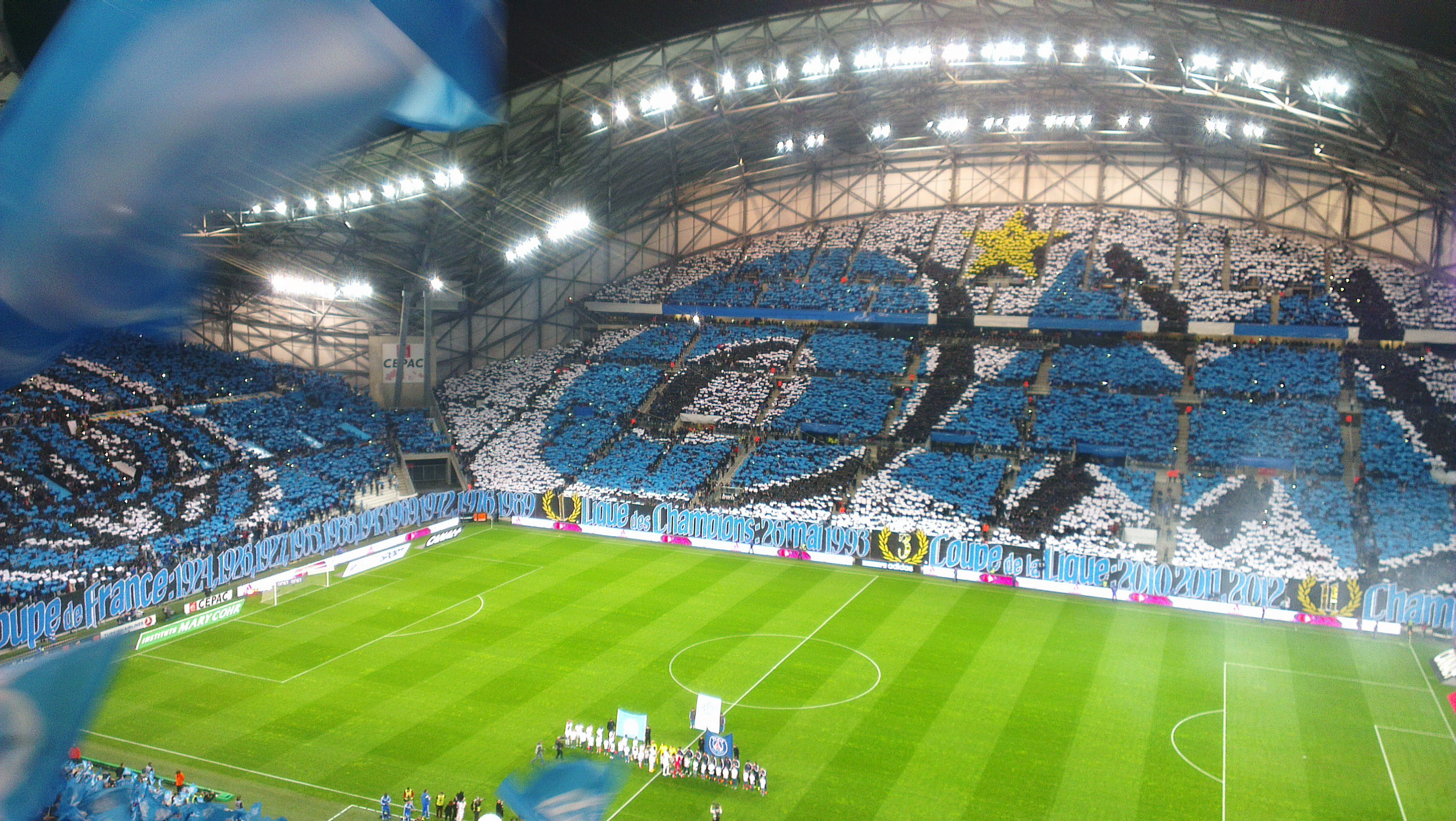
Kibice OM na meczu przeciwko PSG na Stade Vélodrome.

Le Classique (pol. Klasyk), również Le Derby de France (pol. Derby Francji) – nazwa meczów piłkarskich, pomiędzy dwiema francuskimi drużynami klubowymi: Paris Saint-Germain (PSG) i Olympique Marsylia (OM). Pierwsze spotkanie tych rywali odbyło się 12 grudnia 1971 na Stade Vélodrome w Marsylii, a był to ligowy pojedynek 18. kolejki sezonu 1971/72 Division 1, który OM wygrało 4:2.
Ze względu na stereotypy dotyczące mieszkańców Paryża i Marsylii pomiędzy kibicami obydwu zespołów dochodzi do regularnych starć, mimo podejmowania nadzwyczajnych środków bezpieczeństwa. Paryżanie uważają Marsylczyków za kryminalistów i przemytników narkotyków, natomiast według mieszkańców Marsylii, Paryżanie są aroganccy, wywyższający się i przedstawiający się jako "prawdziwi Francuzi" w przeciwieństwie do Marsylczyków.

## Historia

### Początki
Pierwsze spotkania pomiędzy tymi drużynami, rozegrane na początku lat 70. XX wieku, nie wskazywały na to, że obaj staną się głównymi przeciwnikami. Nowo utworzony Paris Saint-Germain dopiero stawał się jednym z najlepszych we Francji. Wszystko zmieniło się w 1986 r., gdy PSG zdobyło swoje pierwsze mistrzostwo, a OM został kupiony przez Bernarda Tapiego. Pod koniec dekady PSG walczyło o tytuł sezonu 1988/89 przeciwko Marsylii Tapiego i rywalizacja we wszystkich rozgrywkach była już emocjonująca. Oskarżenia prezesa Paris Saint-Germain Francisa Borelliego przeciwko Tapiemu i Olympique Marsylia o ustawianie wyników meczów w tym sezonie przyczyniły się do ich rosnącej rywalizacji. 

### Złota Era i skandal
PSG jednak nadal nie dorównało Marsylii. Tak było do 1991 r. i momentu przejęcia PSG przez Canal+ France, największą płatną stację telewizyjną we Francji. Głównym powodem tej transakcji był wzrost zainteresowania rozgrywkami Première Division, całkowicie zdominowanymi przez Marsylię, a także przyciągnięcie większej liczby abonentów tej stacji, poprzez stworzenie zespołu, który mógłby ich pokonać. Dotychczasowa rywalizacja OM z Girondins Bordeaux nie zaspokajała ambicji Bernarda Tapiego, który potrzebował nowego krajowego rywala, aby uatrakcyjnić ligę. Tapie zachęcił władze Canal+, aby telewizja pomogła mu promować wrogość pomiędzy oboma klubami, a tym samym nakręcać rywalizację. Wspierane przez bogatego właściciela PSG zaczęło konkurować na rynku transferowym z OM, pozyskując największe talenty: Davida Ginolę, Youriego Djorkaeffa, George'a Weahę i Raíego.
W latach 1989–1998 PSG i OM zdobyły pięć tytułów mistrzowskich, cztery Puchary Francji, dwa Puchary Ligi Francuskiej, Ligę Mistrzów, Puchar Zdobywców Pucharów i dotarły do dwóch innych finałów europejskich rozgrywek klubowych. Wielu ekspertów twierdzi, że te drużyny Marsylii (1989–1994) i PSG (1993–1998) były dwiema z największych drużyn w historii francuskiej piłki nożnej. Ten szum zwiększył również napięcia między kibicami, a doniesienia o przemocy pseudokibiców obu klubów stały się częstsze w latach 90. Od tego czasu pojedynek został naznaczony kontuzjami i aresztowaniami.
Rywalizacja osiągnęła nowy poziom podczas kampanii 1992/93. PSG straciło decydującego o tytule z OM i zajęło drugie miejsce. Jednak wkrótce potem Tapie i Olympique Marsylia zostali uznani za winnych ustawiania meczów w tak zwanym francuskim skandalu dotyczącym łapówkarstwa. FFF odebrała Marsylii tytuł i zaoferowała go drugiemu Paris Saint-Germain, który odmówił ponieważ właściciele klubu (stacji Canal+) uważali, że zdobycie trofeum złości ich abonentów w Marsylii. W rezultacie tytuł za sezon 1992/93 nie został przyznany. Canal+ odmówił udziału paryskiego klubu w Lidze Mistrzów po tym, jak UEFA wykluczyła Olympique Marsylia z rozgrywek, a jej miejsce zajęło AS Monaco. Olympique Marsylia została za te wydarzenia zdegradowana do Division 2.

## Najgłośniejsze incydenty kibicowskie
- 11 kwietnia 1995 – po półfinałowym meczu Pucharu Francji doszło do aresztowania 146 osób, rannych zostało 9 policjantów
- 12 października 1999 – podpalono autobus
- 13 października 2000 – pseudokibic PSG trafił fotelikiem stadionowym w 18-letnią fankę Olympique Marsylia przez co została ona sparaliżowana[4]
- 10 lutego 2002 – 15 aresztowanych, uszkodzone samochody, wzniecenie pożaru na Parc des Princes
- 26 października 2002 – 61 aresztowanych
- 25 stycznia 2003 – 43 aresztowanych
- 9 marca 2003 – 27 rannych

## Działania władz
Lokalne władze wdrażają wiele metod w celu poprawy bezpieczeństwa w czasie parysko-marsylskiego starcia. Starają się zapobiegać niepożądanym zachowaniom kibiców, lecz nie zawsze przynosi to oczekiwany skutek. W efekcie nienawiści pomiędzy sympatykami obu klubów doszło nawet do dwóch wypadków śmiertelnych. Po tym, jak PSG zostało przejęte przez katarskich inwestorów, stosunki pomiędzy fanami zaostrzyły się jeszcze mocniej.

## „Zdrajcy” klubów
Mimo silnych animozji nie brakowało zawodników, którzy grali dla obu klubów. Często padali oni ofiarami złości ze strony kibiców. Do jednej z najsłynniejszych tego typu historii doszło w finale Pucharu Francji w 2004 r. Ówczesny kapitan PSG, Frédéric Déhu został wygwizdany przez paryskich fanów, gdyż wyszło na jaw, że po zakończeniu wygasającego kontraktu zostanie on piłkarzem OM. Po wzniesieniu trofeum Dehu ze łzami w oczach udał się do szatni.

## Współcześnie
Współcześnie wydźwięk tych spotkań jest mniejszy, lecz nadal zdarzają się incydenty. W końcówce pierwszych derbów sezonu 2020/21 doszło do starcia Leandro Paredesa z Darío Benedetto. Potem do boiskowej awantury przyłączyli się Layvin Kurzawa, Neymar i Jordan Amavi. Wszystkim tym zawodnikom sędzia pokazał czerwone kartki

## Statystyki
Według stanu na 17 marca 2025
| Rozgrywki            | Liczba meczów | Wygrane PSG | Wygrane OM | Remisy | Gole PSG | Gole OM |
| -------------------- | ------------- | ----------- | ---------- | ------ | -------- | ------- |
| Division 1 / Ligue 1 | 91            | 39          | 32         | 20     | 130      | 106     |
| Puchar Francji       | 14            | 11          | 2          | 1      | 27       | 13      |
| Puchar Ligi          | 2             | 2           | 0          | 0      | 5        | 2       |
| Superpuchar Francji  | 2             | 1           | 1          | 0      | 2        | 1       |
| Razem                | 109           | 53          | 35         | 21     | 164      | 122     |